# عفریت یاکوزا
عفریت یاکوزا (ژاپنی: 鬼哭) فیلمی ژاپنی در سبک یاکوزایی محصول سال ۲۰۰۳ به کارگردانی تاکاشی میکه است.